# Short 360
De Short 360 is een transportvliegtuig gebouwd door de Noord-Ierse fabrikant Short Brothers en werd in 1981 op de markt geïntroduceerd. De hoogdekker met twee turbopropmotoren biedt plaats aan maximaal 36 passagiers maar wordt vaker gebruikt voor het vervoer van vracht. De 360 is de opvolger van de Short 330.